# Tohila atelomma
Tohila atelomma är en insektsart som beskrevs av Theodore Huntington Hubbell 1938. Tohila atelomma ingår i släktet Tohila och familjen syrsor. Inga underarter finns listade i Catalogue of Life.